# Hermes Rafael Saguier
Hermes Rafael Saguier Carmona (Asunción, 29 de mayo de 1947-Asunción, 23 de noviembre de 2010) fue un abogado, defensor de derechos humanos y político paraguayo. Militante del Partido Liberal Radical Auténtico, es reconocido principalmente por su oposición a la dictadura de Alfredo Stroessner, quién lo persiguió y exilió en varias ocasiones.
Además, ejerció como diputado nacional entre 1993 y 1998, representando a la capital del país.

## Biografía

### Vida personal y familiar
Nació en Asunción del Paraguay el 29 de mayo de 1947. Hijo del mayor Rafael Hermes Saguier y Liduvina concepción Carmona. Es hermano del también político Miguel Abdón Saguier. 
Contrajo matrimonio con la también Abogada Solange García, con quien tuvo tres hijos: Florencia Ana, Alda Solange y Hermes Rafael.

### Educación
Realizó sus estudio primarios en Asunción y el secundario en la ciudad de Buenos Aires, donde se mudó la familia luego del fallecimiento de su padre.
Se recibió de Abogado en la Facultad de Derecho de la Universidad de Buenos Aires en 1972.

## Trayectoria laboral
Durante su permanencia en la Argentina ejerció como abogado de varios sindicatos y la docencia en las cátedras de Derechos Reales y Economía política en la Facultad de derecho de la UNBA y en la Universidad de El Salvador.
En su carrera profesional además de defender la propiedad privada, obtuvo la nulidad de los procesos judiciales que condenaron al capitán Modesto Napoleón Ortigoza y otros. Logró la primera indemnización importante para las víctimas de la dictadura, sentando jurisprudencia.
También defendió los derechos de obreros quienes por negligencia e incumplimiento de los deberes de seguridad laboral murieron en un incendio en un Frigorífico.

## Oposición a la dictadura

### Exilio en Argentina
Desde la muerte de su padre, Saguier vivió en Argentina junto al resto de su familia. Allí pasó gran parte de su vida, tiempo en el que conoció y ayudó a varios exiliados paraguayos que vivían en ese país. 
En la década de 1970 mantuvo contactos con representantes de distintos partidos opositores paraguayos. Estos se reunian tanto en su casa como en su Estudio Jurídico, ubicado en la calle Talcahuano y Corrientes. Allí conspiraban contra la dictadura del Alfredo Stroessner. Varios opositores frecuentaban estas reuniones, como Miguel Ángel González Casabianca, Elvio Romero, Waldino Ramón Lovera, Gómez Sanjurjo, Rubén Bareiro Saguier, Miguel Abdón Saguier Sandino Gil Oporto, Mario Mallorquin, Alfonso Resck, Domingo Laíno, Juan Manuel Benítez Florentín, Luis Alberto Mauro y Felino Amarilla. 
Fue cofundador del Acuerdo Nacional, en Argentina, que aglutinaba a políticos paraguayos de todas las extracciones opositoras y en el exilio. 
En 1982, durante un intento de regresar todos los exiliados políticos a Paraguay, fue interceptado por la policía paraguaya, que le confiscó propaganda que había sido ingresada al país en forma clandestina. Como consecuencia fue detenido, encarcelado e incomunicado en la Guardia de Seguridad, lugar de reclusión donde se aislaba a los presos políticos. Permaneció incomunicado por un mes. Fue cruzado a Clorinda, con la advertencia de que no debía regresar al Paraguay. 

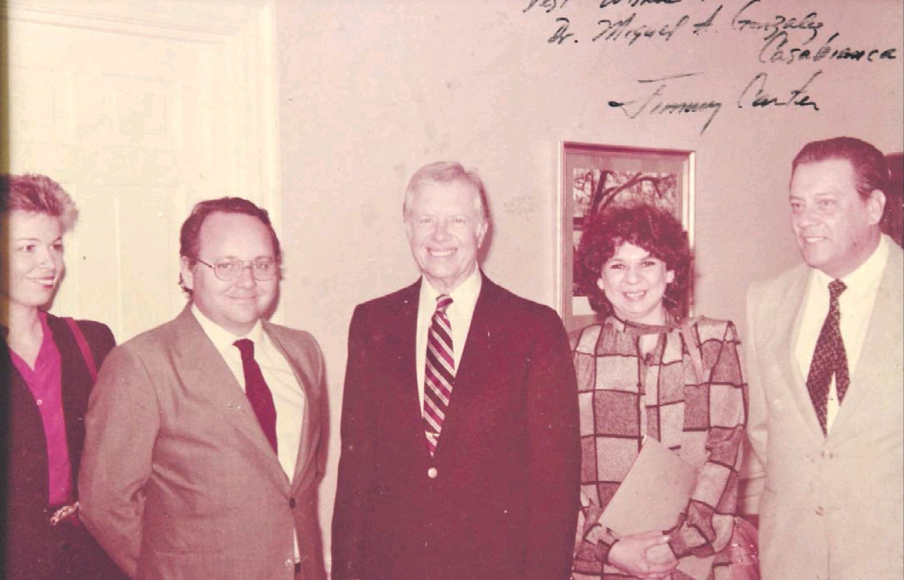
Saguier junto a Jimmy Carter, 1984.

En 1983 colaboró activamente en la campaña de Raúl Alfonsín para la presidencia de Argentina. Saguier captó votos en zonas del Gran Buenos Aires, que por entonces se identificaban con el peronismo, pero ante la masiva presencia de descendientes de exiliados económicos paraguayos, logró atraerlos hacia Alfonsín. Como consecuencia del trabajo realizado en la campaña proselitista, Alfonsín le ofreció ser parte de su gabinete, dentro de la Cancillería. Saguier declinó, pues sentía que su labor política debía enfocarse en Paraguay.
En 1984 viajó a Estados Unidos, a fin de agradecer al expresidente Jimmy Carter, por su lucha para la vigencia y respeto a los derechos humanos en el Paraguay. Le regaló una obra de un artista paraguayo, en compañía de otro miembro del Acuerdo Nacional, el también exiliado colorado del Mopoco Miguel Ángel González Casabianca.

### Regreso a Paraguay
En 1984, gracias a la presión de las democracias vecinas, Stroessner se vio obligado a permitir el regreso de los exiliados, quienes habían repetído una y otra vez el operativo retorno, en vuelos que partían y volvían con los paraguayos, desde Aeroparque, dejando al Dictador en evidencia ante sus pares regionales por no permitírseles ingresar a su país, solo por ser disidentes.
En 1986 regresa al Paraguay con su familia y se establece en Asunción, revalida su título de Abogado en la Universidad de Asunción y se inscribe en la matrícula de la Corte Suprema de Justicia del Paraguay para ejercer su profesión de abogado. 

#### Detención y encarcelación
En 1987 es detenido y procesado por la Ley 209/70, ley represiva para acallar a los políticos de la oposición, como consecuencia de publicaciones en el Semanario El Pueblo del 26 de agosto de 1987 que transcribió declaraciones suyas que expresaban que: “la paz de Stroessner es el retrato de la violencia y la corrupción institucionalizada de la que se vanaglorian los Generales y políticos que gobiernan el país y que viven como príncipes Árabes y además trata a los generales como jornaleros de la violencia.” El diario Hoy en su edición del 4 de septiembre de 1987 publicó “ DRAMÁTICO RELATO DE LA ESPOSA DEL POLÍTICO DETENIDO HERMES SAGUIER: ME TIENEN ENCERRADO EN UN PLACARD". 
El entonces presidente argentino, Raúl Alfonsín, le escribió una carta el 29 de septiembre de 1987, admirando su sacrificio personal en pos de los ideales de libertad. Por otro lado, el fiscal general del Estado lo calificó de “predicador del odio entre paraguayos”.
En la confección del prontuario de Hermes Rafael Saguier que se encuentra en el Centro de Documentación y Archivo de los Derechos Humanos "Archivo del Terror" cuenta con los datos particulares del abogado, sus características físicas y señas particulares así como los datos de su esposa y de sus tres hijos argentinos.
De estas jornadas surgió el apodo de “Rambo” que la prensa oficialista le endilgó en tono peyorativo pero que el pueblo tomó en el sentido heroico del personaje, por la forma agresiva de hacer política y en especial los episodios ocurridos por aquel entonces en los departamentos de Concepción y Horqueta donde hacia política opositora y luego desaparecía en las mismas narices de los esbirros de Stroessner, disfrazado de monja, de campesino o en bicicleta con un sombrero de paja.

#### Caso Napoleón Ortigoza
Así como puso de manifiesto en el Paraguay las violaciones contra los derechos humanos también lo hizo internacionalmente, mediante un operativo comando para rescatar al preso político más antiguo de América, el capitán Napoleón Ortigoza. Esto lo hizo con la ayuda de Mirta Ortigoza y del joven abogado Felino Amarilla.
Todos los integrantes de la liberación del Capitán terminaron asilados en la Embajada de Colombia, luego exiliados en la Argentina, hasta que finalmente el capitán Ortigoza obtuvo, con la mediación de Alfonsín, un salvoconducto para salir del país vía Argentina y asilarse en España.

#### Decadencia y caída de la dictadura
Junto con su hermano Miguel Abdón Saguier y otros políticos opositores fueron gestores de Marchas de la Civilidad conocidas como Marchas del Silencio, cuya última manifestación se produjo un mes antes del golpe de febrero de 1989.
Luego con la caída de Stroessner volvió al ejercicio de su profesión y públicamente defendió la propiedad privada y las bondades de las inversiones extranjeras. Enfrentó a organizaciones campesinas que propiciaban las ocupaciones ilegales de tierras y dio impulso a una Comisión de Tierras en la Asociación Rural del Paraguay.

## Trayectoria política
En 1992 defendió al Coronel Luis Catalino González Rojas, Comandante de la Sexta división de infantería quien se encontraba preso por haber denunciado a su jefe por proteger, junto a las Fuerzas Armadas, el tráfico de vehículos robados a cambio de droga en la frontera con Bolivia. Como consecuencia de esta defensa su domicilio particular fue objeto de un atentado mediante metralleta. El atentado no dejó víctimas. Luego se conoció que sus autores materiales actuaron con la orden de solo amedrentar, impartida por el entonces general Humberto Garcete superior de González Rojas.
También tuvo su encontronazo con el entonces general Lino Oviedo, a quien marco historia ofreciendo los genitales del mismo a los gatos, ya que el general hacia alarde su masculinidad.
En 1993 fue electo diputado, representando a la capital, Asunción. Ocupó ese cargo hasta 1998.
En 1999, luego del magnicidio del vicepresidente Luis María Argaña y la renuncia del presidente Raúl Cubas, Saguier y otros políticos, militares y civiles vieron la asunción de Luis González Macchi a la presidencia como una usurpación, y consideraron su derecho a rebelarse contra el supuesto usurpador.
Así fue como Saguier fue a dar nuevamente a prisión permaneciendo dos años a pesar del pedido del Fiscal de condenarlo a 25 años, pena máxima del ordenamiento penal paraguayo. 

## Muerte
Murió el 23 de noviembre de 2010 en Asunción, de un infarto, a los 63 años. Saguier se encontraba en camino a la Embajada Argentina, para un evento cultural. Lo llevaron al hospital La Costa, donde fue declarado muerto. La semana anterior se había presentado a competir por el cargo de fiscal general del Estado.
El 7 de junio de 2013 la Municipalidad de Asunción nombró una calle del barrio Loma Pytá en su honor.